# Lago Don Bosco
El lago Don Bosco es un cuerpo de agua superficial ubicado en la comuna de Punta Arenas , provincia de Magallanes de la Región de Magallanes , Chile.

## Ubicación y descripción
De acuerdo al inventario público de lagos publicado por la Dirección General de Aguas del Ministerio de Obras Públicas de Chile sus características son:
- Latitud                = 53G 55M
- Longitud               = 70G 36M
- Altitud                = 0 m s. n. m.

Su espejo de agua cubre un área de 4,1 km².: 47 
Se encuentra en la parte central de la isla Dawson y desagua finalmente en la bahía Lomas (Dawson).

## Historia
Su nombre puede provenir del fundador de la Pía Sociedad de San Francisco de Sales, más conocido como Don Bosco.